# Джуніата Тауншип (округ Перрі, Пенсільванія)
Джуніата Тауншип (англ. Juniata Township) — селище (англ. township) в США, в окрузі Перрі штату Пенсільванія. Населення — 1537 осіб (2020).

## Демографія
Згідно з переписом 2010 року, у селищі мешкало 1412 осіб у 547 домогосподарствах у складі 420 родин. Було 596 помешкань
Расовий склад населення:
| - 98,9 % — білих - 0,1 % — вихідців з тихоокеанських островів - 0,1 % — корінних американців - 0,1 % — азіатів |

До двох чи більше рас належало 0,5 %. Частка іспаномовних становила 1,0 % від усіх жителів.
За віковим діапазоном населення розподілялося таким чином: 21,2 % — особи молодші 18 років, 63,3 % — особи у віці 18—64 років, 15,5 % — особи у віці 65 років та старші. Медіана віку мешканця становила 44,3 року. На 100 осіб жіночої статі у селищі припадало 98,0 чоловіків;  на 100 жінок у віці від 18 років та старших — 98,2 чоловіків також старших 18 років.
Середній дохід на одне домашнє господарство  становив 75 026 доларів США (медіана — 64 318), а середній дохід на одну сім'ю — 84 731 долар (медіана — 71 875). Медіана доходів становила 41 250 доларів для чоловіків та 34 615 доларів для жінок. За межею бідності перебувало 7,3 % осіб, у тому числі 12,5 % дітей у віці до 18 років та 7,7 % осіб у віці 65 років та старших.
Цивільне працевлаштоване населення становило 764 особи. Основні галузі зайнятості: освіта, охорона здоров'я та соціальна допомога — 18,6 %, будівництво — 13,6 %, роздрібна торгівля — 11,6 %, виробництво — 9,8 %.